# Trichobotrys pannosa
Trichobotrys pannosa är en svampart som beskrevs av Penz. & Sacc. 1901. Trichobotrys pannosa ingår i släktet Trichobotrys, divisionen sporsäcksvampar och riket svampar.   Inga underarter finns listade i Catalogue of Life.